# Liste der Biografien/Fum
Liste der Biografien |
Portal Biografien |
Personensuche
# |
A |
B |
C |
D |
E |
F |
G |
H |
I |
J |
K |
L |
M |
N |
O |
P |
Q |
R |
S |
T |
U |
V |
W |
X |
Y |
Z |
?
 
Fa |
Fe |
Ff |
Fh |
Fi |
Fj |
Fk |
Fl |
Fm |
Fn |
Fo |
Fr |
Ft |
Fu |
Fy
 
Fua |
Fub |
Fuc |
Fud |
Fue |
Fuf |
Fug |
Fuh |
Fui |
Fuj |
Fuk |
Ful |
Fum |
Fun |
Fuo |
Fuq |
Fur |
Fus |
Fut |
Fuw |
Fux |
Fuy |
Fuz
Die Liste der Biografien führt alle Personen auf, die in der deutschsprachigen Wikipedia einen Artikel haben. Dieses ist eine Teilliste mit 42 Einträgen von Personen, deren Namen mit den Buchstaben „Fum“ beginnt.

## Fum

### Fuma
- Fumaça (* 1973), brasilianisch-portugiesischer Fußballspieler und -trainer
- Fumadó, Ramón (* 1981), venezolanischer Wasserspringer
- Fumagalli, Adolfo (1828–1856), italienischer Pianist und Komponist
- Fumagalli, Carlo (1822–1907), italienischer Komponist, Musikbearbeiter und Musikpädagoge
- Fumagalli, Disma (1826–1893), italienischer Komponist, Pianist und Musikpädagoge
- Fumagalli, Gaspare († 1785), italienischer Maler
- Fumagalli, Gianluca (* 1955), italienischer Filmregisseur und Drehbuchautor
- Fumagalli, José Fernando (* 1977), brasilianischer Fußballspieler
- Fumagalli, Lino (* 1947), italienischer Geistlicher und römisch-katholischer Bischof von Viterbo
- Fumagalli, Luca (1837–1908), italienischer Pianist, Komponist und Musikpädagoge der Romantik
- Fumagalli, Mara (* 1987), italienische Mountainbikerin
- Fumagalli, Polibio (1830–1900), italienischer Komponist und Organist
- Fumagalli, Vito (1938–1997), italienischer Mittelalterhistoriker und Politiker, Mitglied der Camera dei deputati
- Fumai, Chiara (1978–2017), italienische Performancekünstlerin
- Fumanelli, David (* 1992), italienischer Automobilrennfahrer
- Fumanschu (* 1977), deutscher Rap-Musiker
- Fumaroli, Marc (1932–2020), französischer Historiker, Literaturwissenschaftler, Essayist
- Fumasoli, Marco (* 1951), Schweizer Unternehmer und Werber
- Fumasoni Biondi, Pietro (1872–1960), italienischer Geistlicher, Kardinal der Römischen Kirche

### Fume
- Fumeaux, Jonathan (* 1988), Schweizer Strassenradrennfahrer
- Fumeaux, Juan Martín (* 2002), uruguayischer Tennisspieler
- Fumel, Jean-Félix-Henri de (1717–1790), französischer römisch-katholischer Geistlicher, Bischof von Lodève
- Fumel, Joseph de (1720–1794), französischer Militär und Revolutionär
- Fumero, Franco (* 2001), uruguayischer Hürdenläufer
- Fumero, Horacio (* 1949), argentinischer Jazzmusiker (Kontrabass)
- Fumero, Lucía (* 1991), spanische Jazzmusikerin (Piano, Gesang)
- Fumero, Margherita (* 1947), italienische Schauspielerin
- Fumero, Melissa (* 1982), amerikanische SchauspielerinMelissa Fumero (* 1982)

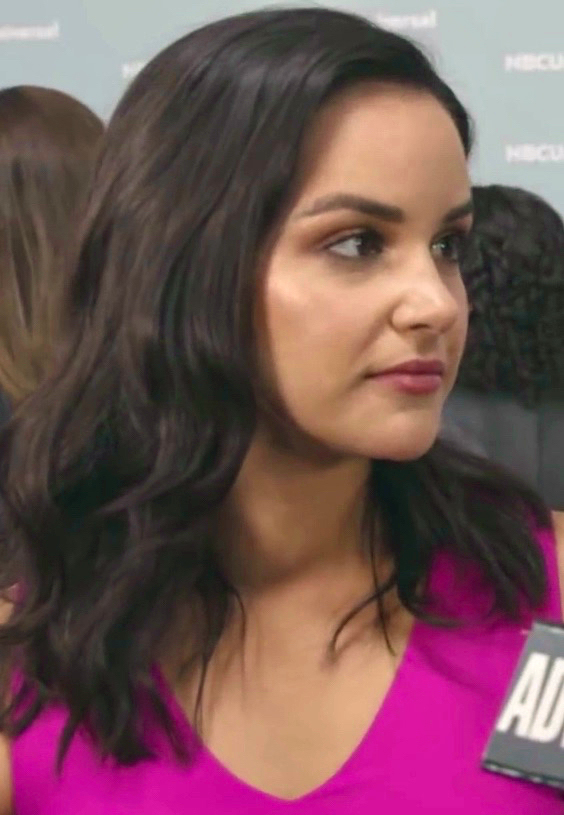
Melissa Fumero (* 1982)

- Fumet, Raphaël (1898–1979), französischer Komponist und Organist
- Fumetti, Arthur von (1890–1968), deutscher Jurist und Politiker (VRP), MdL, Minister
- Fumetti, Bernhard von (1825–1907), deutscher Verwaltungsjurist und Landrat
- Fumey, Benjamin (* 1987), deutscher Basketballspieler

### Fumi
- Fumi, Horst-Dieter (* 1958), deutscher Jurist und Richter am Bundesfinanzhof
- Fumia, Enrico (* 1948), italienischer Automobildesigner
- Fumiaki, Uto, japanischer Astronom
- Fumiani, Giovanni Antonio († 1710), italienischer Maler
- Fumić, Lado (* 1976), deutscher Mountainbiker
- Fumic, Manuel (* 1982), deutscher Mountainbiker
- Fumić, Vlado (* 1956), jugoslawischer Radrennfahrer
- Fumino, Yuki, japanische Mangaka
- Fumita, Ken’ichirō (* 1995), japanischer Ringer

### Fumu
- Fumusa, Dominic (* 1969), US-amerikanischer Schauspieler